# 허은수
허은수(許恩壽, 1995년 ~ )는 대한민국의 작곡가이자 음악이론가이다.

## 활동이력
1995년 서울에서 태어난 그녀는 5살에 피아노를 배우기 시작하며 음악에 입문했다. 7살부터 12살까지 한국 국립오페라단에서 독창과 합창 활동을 하며 다양한 오페라 무대를 경험했고, 루마니아 국립오페라단 합창단과 협업해 오페라 카르멘을 비롯한 여러 공연에도 참여했다. 서울과 전국 각지에서 토스카, 투란도트, 유즈루, 보체크, 마술피리, 카르멘, 라 보엠 등의 오페라 무대에 서며 다채로운 무대 경험을 쌓았고 이 외에도 서울대학교 오케스트라와 함께 구스타프 말러의 교향곡 8번을 연주했으며, 상하이 심포니 오케스트라와 협연하였다.
2010년부터는 김지환 교수에게 지휘를, 강준일 교수에게 이론 및 작곡을 배우며 음악적 기초와 지식을 더욱 탄탄히 다졌고 고등학교 졸업 후 독일로 건너가 에센과 함부르크에서 다양한 시각에서 음악을 탐구했다. 이후 피아노, 음악 이론, 실내악, 음악 교육을 전공하며 예술적 성숙(KA)과 교육학(KE) Diplom(석사)을 취득했고 동 대학교에서 겸임교수를 역임하였다.
졸업 후 오스트리아 빈으로 이주하여 빈 국립음대에서 Gerald Resch 교수에게 작곡과 음악 이론을 배웠고, 현재는 Frauke Jürgensen와 Diether de la Motte의 제자이자 빈 국립음대 제 1연구소(IKT) 연구소장, 과학 연구 학과장인 Annegret Huber 교수에게 음악 이론과 분석을, Judit Varga 교수에게 미디어 작곡 및 영화음악을, Christian Mühlbacher 교수에게 재즈를 배우며 예술적 깊이를 더하고 있다.

## 활동
작곡
2020 Zukünftige Stadt for String Quartett (5')
2021 "At The Bamboo Forest" for Orchestra (15')
2022 Electronic Music "old factory"
2022 Electronic Music "Spielwarengeschäft"
2023 Song of Frost for Mezzosoprano (3')
2023 Electronic Music "Ein ehemaliger Bergmann in Zollverein"
2023 Electronic Music "Dememtia"
2023/24 <Wonderland Garden> Closed bud- a Little thief Tree - descending fraction for Piano Solo (12')
2023 Electronic Music "Filament"
2024 It's raining for Violin and Piano (10')
2024 Electronic Music "Maze of Auditory Existence" (4'19")
2024 "Hustle Cycle" for Soprano, Alto, and Tenor Saxophones (8') - 
2024 Media Music "Autumn, and.." (1'30")
2024 Electronic Music "One Day, Seoul" (6'10")
2024 Theatre Music "Are you Enough?" (5월 초연예정/ 빈)
2025 Big band (3월 초연예정/빈)
음악이론
모리스 라벨의 ≪Gaspard de la Nuit≫: 초현실적 환상시의 음악적 재해석과 구성적 기법 연구
드뷔시의 ≪La Cathédrale Engloutie≫에 나타난 음악적 모티프와 화성적 구조
프란츠 슈베르트의 「Der Tod und das Mädchen」에 나타난 음악적 형상화와 클라우디우스의 죽음관
프랑크 마르틴의 ≪Messe für Doppelchor≫: 현대 음악언어와 해석적 접근
Beethovens Waldstein-Sonate Op. 53의 구조적 변증법과 조성의 발전
Beethoven - Bagatelle WoO.60에 나타난 조성 불확정성과 구조적 변증법
Milton Babbitt의 All Set에서 리듬적 자유와 Serialism의 상호작용
체 이론의 음향적 가능성: Iannis Xenakis의 Metastaseis에서의 수학적 구조와 음악적 패턴
E.T.A. 호프만의 샌드맨에서 진은숙의 마네킹까지

## 소속
영국 음악 분석 협회(SMA) 회원
독일어권 음악 이론학회(GMTH) 회원
크레아 아트 (CREA Arts) 
오스트리아 작곡가 협회 (Austria Composers) 회원
빈 국립음악예술대학교